# Aweti
Gli Aweti (o anche Awetö) sono un piccolo gruppo etnico del Brasile che ha una popolazione stimata in circa 195 individui (2011). Parlano la lingua Aweti (codice ISO 639: AWE) e sono principalmente di fede animista.

## Nome
Gli Aweti si auto-identificano come "Awytyza". Questo nome può essere collegato alla parola ayté, che significa "uomo", mentre il suffisso "za" indica il numero plurale. I gruppi etnici vicini utilizzano nomi simili, come ad esempio "Auyty" o "Ahyty".

## Posizione
Vivono nella riserva di Xingú, nel Mato Grosso, lungo il fiume omonimo.

## Storia
Questo gruppo etnico ha sofferto una forte diminuzione della popolazione nei primi decenni del XX secolo che ha quasi portato all'estinzione dell'etnia. La prima testimonianza storica dell'esistenza degli Aweti proviene dal ricercatore Karl von den Steinen. Una sua mappa identificava il gruppo degli Aweti tra gli abitanti del fiume Kuliseu. Questa informazione fu confermata nella seconda spedizione, intrapresa nel 1887, quando l'esploratore visitò il villaggio degli Aweti, posto su una riva del fiume Kuliseu, chiamato Tsuepelu, lo stesso villaggio che abitano oggi. I membri della spedizione furono accolti dal capo "Auayato" (Awajatu), che indossava una collana con artigli di giaguaro e un diadema fatto di pelle dello stesso animale. L'esploratore fu colpito soprattutto dalle maschere e dai disegni sugli utensili e dalla notevole quantità di lance che, mentre dai gruppi vicini venivano utilizzate prevalentemente durante i riti tribali e le danze, erano dagli Aweti utilizzate soprattutto come armi da guerra durante i conflitti con altri gruppi di indios. L'esploratore fu inoltre colpito per il numero di esponenti di altre etnie presenti nel villaggio degli Aweti a significare che il villaggio Aweti rappresentava un po' il centro di smistamento per i vari gruppi della zona.
Quando è stato istituito nel 1960 il Parco Indigeno dello Xingu il numero della popolazione Aweti ha recuperato in modo significativo, passando a 176 unità nel 2010. Questo è un risultato, in gran parte, di una migliore assistenza medica offerta dal governo brasiliano. I contatti con il mondo esterno sono anch'essi aumentati minacciando, però, la preservazione della lingua e della cultura del Aweti.